# Polymetme corythaeola
Polymetme corythaeola är en fiskart som först beskrevs av Alcock, 1898.  Polymetme corythaeola ingår i släktet Polymetme och familjen Phosichthyidae. Inga underarter finns listade i Catalogue of Life.